# フリント (軽巡洋艦)
フリント (USS Flint, CL/CLAA-97) はアメリカ海軍の軽巡洋艦。アトランタ級軽巡洋艦（またはオークランド級軽巡洋艦）の7番艦。艦名はミシガン州フリントに因む。その名を持つ艦としては2隻目。

## 艦歴
「フリント」はカリフォルニア州サンフランシスコのベスレヘム造船で1942年10月23日に起工。1944年1月25日にR. A. ピッチャー夫人によって命名、進水し、1944年8月31日に艦長C. R. ウィル大佐の指揮下で就役した。
「フリント」は1944年12月27日にウルシー環礁で第3艦隊（ウィリアム・ハルゼー大将）に加わった。その6日後、第38任務部隊（ジョン・S・マケイン・シニア中将）所属でルソン島攻略支援のため出撃した。1月26日から2月10日までウルシー環礁で補給をおこない、第38任務部隊から名前の変わった第58任務部隊（マーク・ミッチャー中将）所属で東京空襲に向かった。2月21日に部隊は硫黄島沖に到着し、硫黄島攻略の支援に当たった。3月12日にウルシー環礁に戻り2日間補給をおこなった。
次の出撃では沖縄侵攻の準備として、第58任務部隊は九州を攻撃した。その後部隊は沖縄沖に向かい、4月1日に「フリント」は他の巡洋艦と共に艦砲射撃をおこなった。ウルシー環礁にいた5月14日から24日までの期間を除いて、レイテ湾に投錨する6月13日まで沖縄周辺で行動した。
1945年7月1日、「フリント」は第38.4任務群（アーサー・W・ラドフォード少将）に属してレイテ湾を出撃し、戦争終結まで日本本土に対する攻撃に従事した。9月10日から15日まで東京湾に滞在した後、9月21日まで機動部隊と共に本州中部の空と海上の監視をおこなった。日本からエニウェトク環礁への航海を行い、10月13日に横須賀で本国へ戻る軍人を乗せて11月28日にサンフランシスコ湾に到着した。その後、クェゼリン環礁からも軍人をアメリカへ運んだ。
1946年1月11日、「フリント」はワシントン州ブレマートンのピュージェット・サウンド海軍造船所に着き、1947年5月6日に同地で退役した。1949年にCLAA-97 （防空軽巡洋艦）に類別変更され、1965年に除籍。翌1966年にスクラップとして売却された。
「フリント」は第二次世界大戦の戦功で4個の従軍星章を受章した。